# Nacarina balboana
Nacarina balboana är en insektsart som först beskrevs av Banks 1941.  Nacarina balboana ingår i släktet Nacarina och familjen guldögonsländor. Inga underarter finns listade i Catalogue of Life.